# Liste der Bodendenkmale in der Samtgemeinde Emlichheim
In der Liste der Bodendenkmale in der Samtgemeinde Emlichheim sind die Bodendenkmale der niedersächsischen Samtgemeinde Emlichheim aufgeführt. Die Quelle ist der Denkmalatlas Niedersachsen.
- Bitte beachten Sie, dass diese Liste keinen Anspruch auf Vollständigkeit erhebt.
- Die Angaben ersetzen nicht die rechtsverbindliche Auskunft der zuständigen Denkmalschutzbehörde.
- Es sind nur Daten aus dem Denkmalatlas verarbeitet.
- Der Stand der Liste ist der 25. März 2025.

Samtgemeinde Emlichheim im Landkreis Grafschaft Bentheim

## Allgemein
In den Spalten finden sich folgende Informationen des Bodendenkmales:
| Lage         | geographische Koordinaten                                                           |
| Bezeichnung  | Bezeichnung lt. Denkmalatlas                                                        |
| Beschreibung | Beschreibung lt. Denkmalatlas                                                       |
| ID           | Objekt-ID                                                                           |
| Bild         | Bild, ggf. zusätzlich mit Link zu weiteren Fotos im Medienarchiv Wikimedia Commons. |

## Hoogstede
| Lage                       | Bezeichnung           | Beschreibung | ID       | Bild |
| -------------------------- | --------------------- | --- | -------- | ---- |
| 52° 35′ 3″ N, 6° 56′ 32″ O | Hoogstede 2, Siedlung | Grabungsschutzgebiet „Bei Arkel“. Wichtige Siedlung des frühen Mittelalters (7.–10. Jh. n. Ch.). Die ersten Funde wurden bei der Begradigung einer Hochackerkante im Südwesten der Fundstelle gemacht. Eine Ausgrabung 1983 westlich der Bahnlinie ergab vor allem Befunde des frühen Mittelalters: ein Langhaus, drei Grubenhäuser, Reste einer Einfriedung und eine Urnenbestattung wurden dokumentiert. Früher gefunden Feuersteinartefakte stammen aus dem Neolithikum. | 28962122 | BW   |

## Laar

### Echteler
| Lage                        | Bezeichnung               | Beschreibung | ID       | Bild |
| --------------------------- | ------------------------- | --- | -------- | ---- |
| 52° 35′ 57″ N, 6° 48′ 1″ O  | Echteler 6, Haus Echteler | Befestigter Herrensitz, von einer Graft umgeben. Das jetzige Gebäude stammt aus dem 17. Jh; die Kellermauern datieren jedoch bereits in das 11. Jh. | 28928180 | BW   |
| 52° 35′ 52″ N, 6° 47′ 52″ O | Echteler 7, Landwehr      | Landwehr bestehend aus einem Wall mit beidseitig vorgelagertem Graben; Gesamt-L. ca. 1,0 km, Verlauf Südsüdost-Nordnordwest. Unterschiedlicher Erhaltungszustand; von Süd nach Nord: Auf 180 m L. gleichmäßig geformter Wall mit größtenteils abgerundetem Profil; beiderseits kleiner Graben. Wallsohl-Br. 7 m, H. ca. 1,5 m, Graben-Br. ca. 3 m; T. bis 0,5 m. Sehr gut erhalten. Weitere 280 m zerstört. Danach Teilstück von 340 m L. mit zwei Richtungsänderungen. Wallprofil trapezförmig; Wallsohl-Br. 8-10 m, H. ca. 1 m. Gut erhalten. Folgende 150 m bis zur Vechte nur noch als Geländekante vorhanden. Nach Westen ebenerdig, H. nach Osten ca. 1,5 m. - Teilstück ID: 37288947 - Teilstück ID: 49309072 | 28942476 | BW   |